# Zaouiat Lakouacem
Zaouiat Lakouacem (en àrab زاوية لقواسم, Zāwiyat Laqwāsim; en amazic ⵣⴰⵡⵉⵜ ⵏ ⵍⵇⵡⴰⵙⵎ) és una comuna rural de la província d'El Jadida, a la regió de Casablanca-Settat, al Marroc. Segons el cens de 2014 tenia una població total de 10.967 persones.